# Carlos Rolando Lobatón
Carlos Alberto Rolando Lobatón (Guayaquil, 13 de septiembre de 1881-Guayaquil, 5 de enero de 1974) fue un historiador y bibliógrafo ecuatoriano.

## Biografía
Nacido en la ciudad de Guayaquil hijo del periodista y agricultor Juan Bautista Rolando Chico, copropietario del periódico "La Nueva Era"; y de la señora Ursulina Lobatón y Flor de la Bastida. 
Estudio sus primeras letras en el Liceo Rocafuerte, después al Instituto Guayaquil y al Colegio Sucre. La secundaria la cursó en el San Vicente del Guayas hoy llamado Vicente Rocafuerte. 
Comenzó a coleccionar impresos pero en el incendio de octubre de 1896 se le perdieron sus bienes. En 1897 fue socio fundador del Círculo de "Instrucción Libre", luego del centro Juan Montalvo. 
En 1898 se recibió de bachiller en Filosofía y Letras. En Lima compró varios impresos que remitía a Guayaquil en baúles y cajones. En 1901 se matricula en la Escuela de Química y Farmacia en Quito. Ingresa a la masonería como miembro de la Logia Cinco de Junio alcanzando el grado 33. En 1903 se hizo amigo de Federico González Suárez el cual le aconsejó solamente "las cosas de la Patria" y desde ahí comenzó a adquirir todo tipo de impreso ecuatoriano para su colección. 
El 6 de noviembre se gradúa como Doctor. Recibe el nombramiento de profesor de Química en el Instituto Mejía. En 1906 viaja a Lima donde cursó Química y Farmacia en la Universidad de San Marcos. Regresa a Guayaquil en 1908, siendo designado miembro de la Junta Superior de Sanidad. 
En 1909 ingresa a la Sociedad Protectora de la Infancia y a la Sociedad Filantrópica del Guayas. 
En 1910 fue secretario de la Sociedad de Química y Farmacia. Al producirse el conflicto con el Perú se traslada a la frontera en calidad de farmacéutico de la primera Sección de la Cruz Roja. 
En 1912 es designado director del Laboratorio Químico Municipal y profesor de química en la Universidad cargo que ejerció hasta 1916. 
El 24 de mayo de 1913 siguiendo las expresas instrucciones masónicas puso al servicio del pueblo su Biblioteca personal compuesta de 1346 obras, 200 tomos que contenían 3.276 folletos, 712 colecciones de periódicos y revista con 40.271 ejemplares y 3800 hojas sueltas y la denominó Bibliografía Nacional en su domicilio ubicado en el primer piso alto de una casa de madera propiedad de Ismael Pérez Pazmiño en la esquina de 9 de Octubre y Boyacá. 
En 1920 ingresa a la Sociedad de Estudios Americanos de Quito. 
En 1913 preside el comité obrero, solicitando al presidente Leonidas Plaza que el 1 de mayo sea declarado día festivo dedicado a los trabajadores. La junta del Centenario de la Independencia lo premió con una Medalla de Oro. 
En 1925 fue nombrado Director de la Biblioteca de la Universidad de Guayaquil, después miembro de número de la Academia Nacional de Historia, de la Sociedad Bolivariana del Ecuador, miembro fundador de la filial bolivariana en Guayaquil, del Centro de Estudios Históricos y Geográficos del Azuay. 
El 9 de julio de 1930 fundó el Centro de Investigaciones Históricas de Guayaquil. Por el 1941 ocupó una de las vocalías de la Junta Cívica y la presidencia por dos ocasiones. 
A sus ochenta y tantos años vivía en una pequeña villa de cemento de su propiedad ubicada en las calles Padre Solano y Riobamba. 
Fallece en su ciudad natal el 5 de enero de 1974. Su biblioteca pasó a manos del Cabildo por lo cual en su honor mantiene su nombre.

## Obras
- Estudios de Farmacia, 16 p.
- Manuel de técnica analítica.
- Catálogo de la Bibliografía Nacional del Dr. Carlos A. Rolando, 135 p.[4]
- Apuntes de Química hasta 1913.
- Cronología del periodismo ecuatoriano y pseudónimos de la prensa nacional, 66 p.[5]
- Biografía del sabio Luis Pasteur, 15 p.
- Obras Públicas ecuatorianos, 341 p.
- Don Juan Montalvo, 82 p.
- Don Juan León Mera, 22 p.
- Pseudónimos de la Prensa Nacional, 87 p.
- Catálogo de la Exposición de libros de la Biblioteca de Autores Nacionales Carlos A. Rolando, 12 p.
- Almanaque masónico ecuatoriano, 15 p.
- Bibliografía Catequística del Ecuador, 31 p.
- Las Bellas Letras en el Ecuador, 157 p.
- Crónica del periodismo ecuatoriano desde 1850 hasta 1862.
- Historia de la Sociedad Filantrópica del Guayas, 298 p.
- Bibliografía Clasificación Decimal Melvin Dewey, 254 p.
- Bibliografía Médica Ecuatoriana, 54 p.
- La música en el Ecuador.[6]
- Guayaquil Antiguo, 2 p.[7]